# Bafounda
Bafounda est un village du Cameroun, chef-lieu de groupement et chefferie de 2e degré de la commune de Mbouda, situé dans le département des Bamboutos et la région de l'Ouest.

## Géographie
La localité est située au nord de la route nationale 6 (axe Mbouda-Bafoussam) à 13 km au sud-est du chef-lieu communal Mbouda. L'aire du groupement s'étend sur la rive gauche de la rivière Mifi-Sud en aval de son confluent avec la Métché et de ses chutes.

## Histoire
Bafounda : Au-delà du Dernier Fragment, une Providence Façonnée par l'Histoire..
Par Appolos XIV
Si les brumes du temps rendent insaisissable la naissance des peuples Bamilékés, l'histoire de Bafounda, elle, se dévoile à travers un récit fondateur aussi beau que pertinent : La légende du chasseur Nda'a.
Le Récit Fondateur : L'Héritage de Nda'a
Imaginez un chasseur infatigable, Nda'a, dont les pérégrinations le mènent jusqu'à Batoula (Lieu dit Carrefour Bafounda), précisément à Mbougong. Là, il décide de poser ses bagages et de fonder une famille qui donnera naissance à six fils. Pressentant sa fin, Nda'a réunit sa progéniture et attribue à chacun un territoire : Ndjo'o (Bamendjo) pour le premier, Teu'u (Babeté) pour le deuxième, Nkou'u (Bamenkombo) pour le troisième, Nchiè'Nda (Bamendjinda) pour le quatrième, et Sso'o (Bamesso) pour le cinquième, les éloignant progressivement du foyer originel. Au sixième, resté à ses côtés jusqu'à son dernier souffle, il confie Mfou'u Nda, littéralement "le dernier fragment de Nda'a". C'est ainsi que naissent les six villages Nda'a : Bamendjo, Babeté, Bamenkombo, Bamendjinda, Bamesso et Bafounda.
Le préfixe "Ba", ajouté par le colonisateur lors de la traduction de Nfou'unda en français, signifie "les gens de". Bafounda se révèle alors : "Ba" (les gens de), "Fou" (le dernier fragment de), "Nda" (le nom du chasseur et désignant le territoire commun). Bafounda, "Pe'eu Nfou'u Nda", s'impose comme le fragment de territoire laissé après le partage initial.
Bafounda : Plus qu'un Reste, une Aubaine
Mais l'histoire ne s'arrête pas à cette distribution géographique. En creusant le sens profond du mot "Bafounda", "Nfou'u" révèle une double signification : "dernier fragment", certes, mais aussi "chance", "aubaine" une chance, une bénédiction. Un habitant de Bafounda trouvant un trésor inattendu s'exclamera : "Me pé'é <Mfou'u>" – "J'ai eu de la chance !", "Je suis béni"
Dès lors, une autre interprétation émerge, complémentaire à la légende du chasseur : Bafounda, La chance des Nda'a, La Bénédiction, La Providence des Nda'a
L'Énigme Linguistique : Un Destin Forgé par les Alliances
Cette perspective soulève une question intrigante : Si Bafounda se proclame issu des peuples Nda'a, comment expliquer sa langue distincte de celle des cinq autres ?
L'histoire du Groupement Bafounda n'a pas été un long fleuve tranquille. Son identité s'est forgée dans l'adversité. Après le partage initial, Bafounda s'exprimait en "Ngomba'a", la langue commune des Nda'a. Cependant, sa petite taille et sa richesse attisaient la convoitise de ses voisins plus puissants, qui empiétaient sur ses terres.
Face à cette menace existentielle, Bafounda fit preuve d'une stratégie audacieuse. Pour renforcer sa population et protéger son territoire, il accueillit chaleureusement des chasseurs venus de Bansoa et Bamougoum, au-delà de la rivière Mifi. Ces nouveaux arrivants, parlant la langue "Nguemba", trouvèrent à Bafounda une terre d'opportunités et s'y établirent durablement.
Cette alliance se scella par des unions matrimoniales. Les chefs Bamougoum, Bansoa, Bameka et Bamendjou offrirent leurs filles en mariage au chef Bafounda, tissant des liens indéfectibles entre ces peuples aux langues différentes mais unis par un destin commun.
Progressivement, la langue "Nguemba" des nouvelles générations, issues de ces unions, influença la langue des femmes "Nda'a" de Bafounda, qui parlaient initialement le "Ngomba'a". C'est ainsi que Bafounda acquit son identité linguistique unique, le rapprochant des peuples d'au-delà de la Mifi.
Un Héritage Pluriel, une Identité Forte
Pourtant, Bafounda n'a jamais renié ses racines Nda'a. Le lieu sacré de Mbougong et la perpétuation de rites traditionnels comme le "Nkui'h Fo'o", toujours célébré en "Ngomba'a", témoignent de ce lien indéfectible.
Bafounda se révèle ainsi comme une mosaïque culturelle, une synthèse harmonieuse d'influences diverses, un Cameroun en miniature façonné par ses ancêtres.
L'homme Bafounda, fier de cet héritage complexe, rayonne d'une joie de vivre communicative. Cette joie, ancrée dans la nuit des temps, donne tout son sens à "Mfou'uh Nda". Au-delà du "Dernier Fragment des Nda'a", il incarne une Opportunité, une Chance, une Bénédiction, la Providence des Nda'a et de tous ceux qui ont contribué à forger cette identité si singulière et attachante.

## Chefferie traditionnelle
La chefferie de Bafounda est reconnue comme l'une des huit chefferies traditionnelles de 2e degré de l'arrondissement de Mbouda par l'administration  camerounaise. Sa Majesté Tcho Pierre règne sur le Groupement depuis 1991 

## Villages
Le groupement de Bafounda est constitué de 14 villages : Badjutit Nord, Badjutit Sud, Badjuding, Bakonti, Batcheupi, Batchusso (1 à 6), Batoula (1 et 2), Batoudja et King Place.

## Population et société
Lors du recensement de 2005 (3e RGPH), on y a dénombré 4 874 habitants.

## Langue
La langue locale est le bafounda ou feuh'ndah, un des cinq dialectes de l'aire linguistique du g'mbâ ou nguemba.

## Économie et Marchés
L'économie est essentiellement basée sur l'agriculture et le commerce. La plupart des produits agricoles sont écoulés dans les marchés locaux:
Le Marché Periodique de Bafounda à Batoula
Le Marché Plantain de Bamoussang à Batcheupi

Le Marché Periodique de Badjutit